# Порт Хельсинки
Порт Хельсинки (фин. Helsingin Satama, швед. Helsingfors Hamn) — один из самых загруженных пассажирских портов Европы и главный порт внешней торговли Финляндии.
Порт осуществляет регулярные линейные рейсы пассажирских перевозок в такие пункты назначения, как Таллинн, Стокгольм и Травемюнде, (до 2022 года Санкт-Петербург) обслужив в 2018 году общий объём пассажиров 11,6 миллиона человек. Кроме того, это популярное направление для международных круизных лайнеров: в 2018 году прибыло 520 000 пассажиров. Во времена эпидемии вируса COVID-19, трафик в 2020 году сократился до 4.8 миллиона человек.
В 2018 году в качестве ведущего грузового порта Финляндии было перевезено 14,7 млн тонн грузов Основными товарами экспорта являются продукция для лесной промышленности, машины и оборудование, тогда как в импорте наиболее заметной группой товаров являются товары повседневного спроса.
В 2017 году порт Хельсинки приобрёл контрольный пакет акций порта Ловииса, расположенного примерно в 70 километров (43 миль) к востоку от Хельсинки. Порт принадлежит городу Хельсинки и управляется компанией Port of Helsinki Ltd. Текущие объёмы портовых перевозок и городское население относят Хельсинки к категории крупных портовых городов.

## Гавани
Порт Хельсинки состоит из трёх действующих гаваней.

### Южная гавань
Южная гавань (фин. Eteläsatama, швед. Södra hamnen) — это район залива и гавани, расположенный непосредственно рядом с центром города Хельсинки. Судоходная компания Silja Line работает от терминала Олимпия на западной стороне залива, тогда как компания Viking Line работает от терминала Катаянокка на восточной стороне залива. Silja Line и Viking Line обслуживают по одному парому в Стокгольм через Мариехамн в день, а Viking Line также ежедневно отправляет несколько паромов в Таллинн. Паромы MS Silja Serenade и MS Silja Symphony компании Silja Line отправляются через день в Стокгольм Вартахамнен (через Мариехамн), паром MS Gabriella компании Viking Line отправляется через день в Стокгольм Стадсгорден (через Мариехамн), а MS Viking XPRS ежедневно отправляется несколько раз в терминал А Таллинна. Терминал Макасиини также расположен на западной стороне залива, он был закрыт в 2017 году после того, как единственный регулярный оператор Linda Line обанкротился в 2017 году.

### Западная гавань
Западная гавань (фин. Länsisatama, швед. Västra hamnen) — пассажирский и грузовой порт в районе Яткясаари в Хельсинки. В гавани есть два терминала: старый Терминал 1 и новый Терминал 2 (завершён в 2017 году). Круизный рейс St Peter Line в Санкт-Петербург на пароходе Princess Anastasia выполнялся из Терминала 1. Из Терминала 2 курсируют шаттл-паромы Tallink MS MyStar, MS Megastar и MS Star до терминала D Таллинна, а также паром-челнок Eckerö Line MS Finlandia до терминала А Таллинна. Район Западной гавани также включает набережную Мунккисаари на западной стороне соседнего Мунккисаари, которая летом используется круизными лайнерами. Терминала здесь нет, а круизных пассажиров доставляют в центр Хельсинки на маршрутных автобусах.

### Порт Вуосаари
Гавань Вуосаари (фин. Vuosaaren satama, швед. Nordsjö hamn) расположена в пригороде Вуосаари и была открыт в ноябре 2008 года. Она заменил Северную гавань и Нефтяную гавань Лаахасало и обслуживает в основном контейнерные и роллерные перевозки. Большинство пассажирских перевозок осуществляются из двух других портов центрального Хельсинки, за исключением ежедневных рейсов компании Finnlines в Травемюнде на судах MS Finnstar, MS Finnmaid и MS Finnlady. Пассажиры этого парома регистрируются на терминале Hansa и доставляются на корабль на автобусе.